# مرکز تحقیقات فضایی مازندران
پروژه احداث مرکز تحقیقات فضایی مازندران از جمله مصوبات دور سوم سفر هیئت دولت دهم به مازندران، در آذر ماه سال ۱۳۸۹ بود. مراسم کلنگ زنی فاز نخست این مرکز فضایی که به منظور گسترش ایستگاه‌های گیرنده زمینی صورت گرفته با حضور وزیر اقتصاد و دارایی وقت و سرپرست سازمان فضایی در شهر تنکابن اجرا شد.
از جمله مهم‌ترین ماموریت‌های مرکز تحقیقات فضایی مازندران می‌توان به: مطالعات آب‌وهواشناسی، مطالعات ابر و توده‌های جوی، مطالعات آلودگی‌های دریایی، سنجش اجرام آسمانی و رصد رادیویی و مطالعه حرکت لایه‌های زمین اشاره کرد.